# Oil City (Luisiana)
Oil City é uma cidade  localizada no estado americano de Luisiana, na Paróquia de Caddo.

## Demografia
Segundo o censo americano de 2000, a sua população era de 1219 habitantes.
Em 2006, foi estimada uma população de 1199, um decréscimo de 20 (-1.6%).

## Geografia
De acordo com o United States Census Bureau tem uma área de
4,8 km², dos quais 4,6 km² cobertos por terra e 0,2 km² cobertos por água.

## Localidades na vizinhança
O diagrama seguinte representa as localidades num raio de 16 km ao redor de Oil City.
Escrito por Paulo Victor Severino de Barros Bilio